# Vágari repülőtér
A Vágari repülőtér (kódok: IATA: FAE; ICAO: EKVG) Feröer egyetlen repülőtere. Vágar szigetén fekszik, és eredetileg katonai repülőtérnek épült. Ez a bázisrepülőtere a nemzeti légitársaságnak, az Atlantic Airwaysnek, amely külföldi célállomásain kívül helikopterrel belföldi járatot is üzemeltet.

## Fekvés

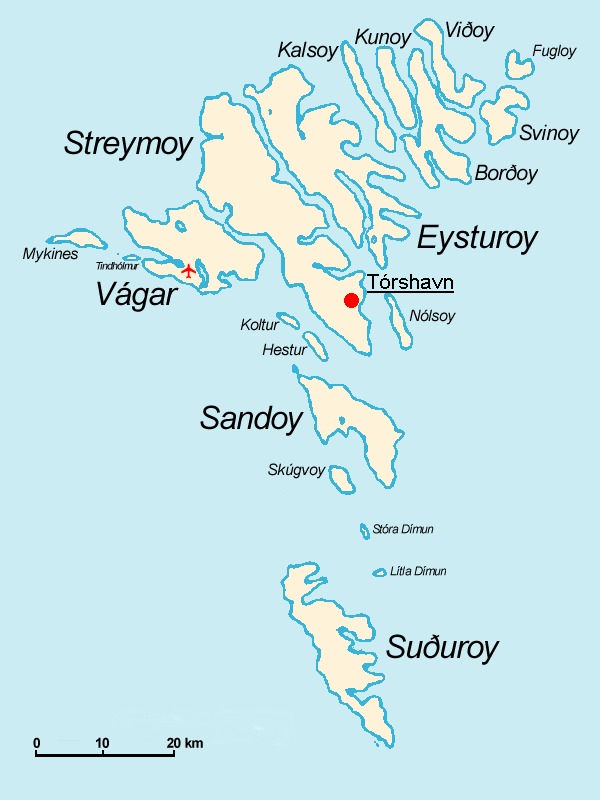
A Vágari repülőtér helyzete Feröeren

A repülőtér Feröer nyugati részén, Vágar szigetén fekszik. A legközelebbi település a másfél km-re levő Sørvágur. Vágart a Vágatunnilin alagút köti össze Streymoy szigetével (ahol a főváros, Tórshavnis található), azon keresztül pedig több más szigettel is közúti kapcsolatban áll.
Közúton megközelíthető a 40-es számú úton, vagy tömegközlekedéssel a Strandfaraskip Landsins által üzemeltetett 300-as busszal. A Hotel Føroyarhoz mikrobuszos transzfer is igénybe vehető.

## Történelem
A repülőteret a britek építették 1942-ben, a II. világháború alatt. A háború vége után a repülőtér a Løgting kezelésébe került, de sokáig nem használták.
A polgári repülés 1963-ban kezdődött, magánkezdeményezésre: két sørváguri lakos ötletét valósította meg az Icelandair, amikor beindította Reykjavík-Vágar-Bergen-Koppenhága járatát. Egy másik járat Glasgowba közlekedett. A koncessziót később átvette a dán Mærsk Air, majd 1988-tól a feröeri nemzeti légitársaság, az Atlantic Airways is belépett a piacra, ami versenyhelyzetet teremtett és az árak mérséklődéséhez vezetett.

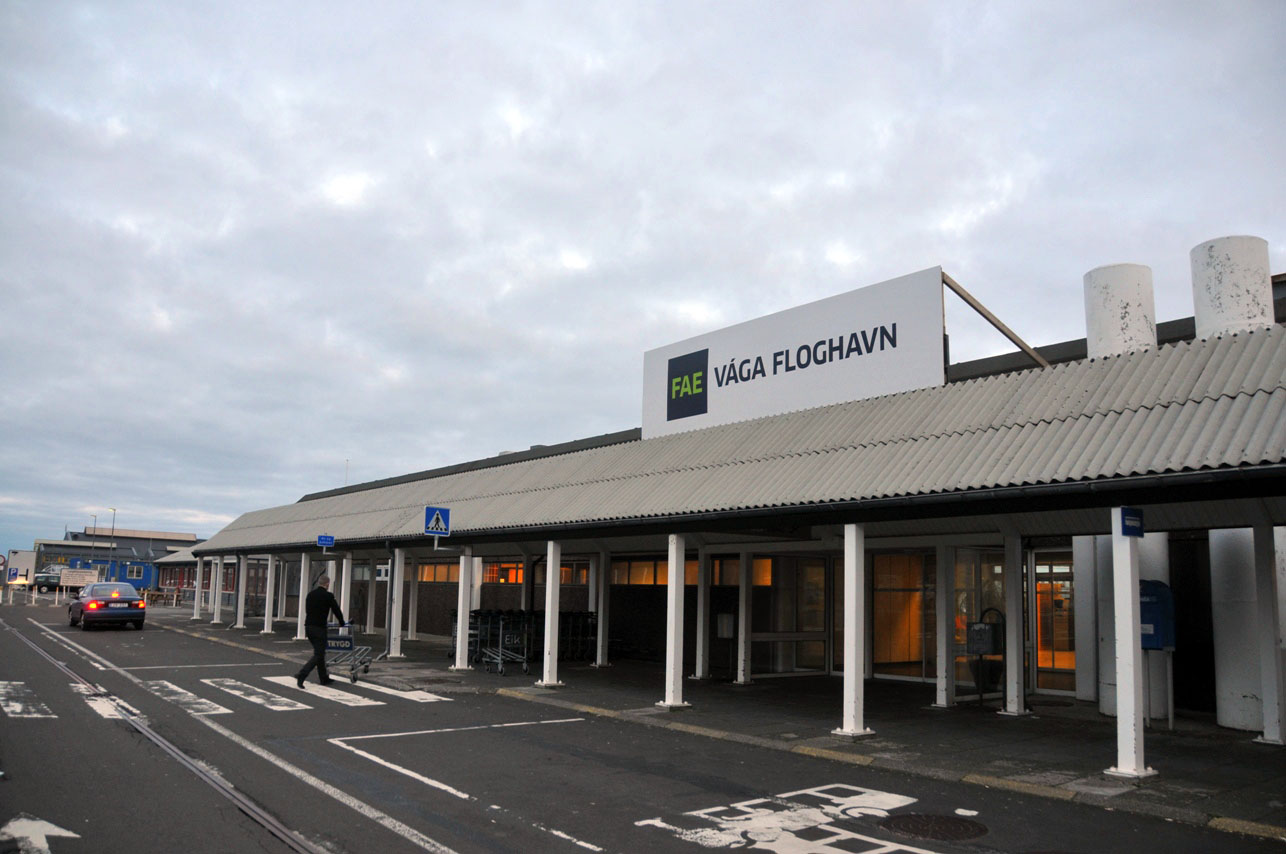
A terminál épülete

2002 óta Vágart alagút köti össze Streymoyjel, ami a Tórshavnba vezető utat egy órára (kb. a felére) rövidítette. A Mærsk Air 2004-ben kiszorult a piacról, aminek az volt az oka, hogy – versenytársával ellentétben – nem kínált bónuszprogramot utasainak. 2006-tól a hazai tulajdonú FaroeJet diszkont légitársaság naponta repült Koppenhágába, újra konkurenciát teremtve a nemzeti légitársaságnak, de a vállalkozás rövid életűnek bizonyult.
2007. április 30-ig a repülőtér Dánia tulajdonában volt, és a Statens Luftfartsvæsen üzemeltette. Május 1-jén vette át a feröeri kormány, és az Ipari és Kereskedelmi Minisztérium irányítása alá került. 2009-ben tanulmánytervek készültek a kifutópálya meghosszabbítására, amelyek szerint a kifutópályát 1799 vagy 1600 méterre bővítenék. Végül a hosszabb alternatívát választották, és 2010 márciusában megkötötték a kivitelezési szerződést. 2011 decemberében befejeződött a kifutópálya bővítése, és a kapcsolódó munkálatok is végükhöz közelednek. A bővítésnek köszönhetően az Atlantic Airways beszerezhetett egy Airbus A319 típusú repülőgépet.

## Forgalom

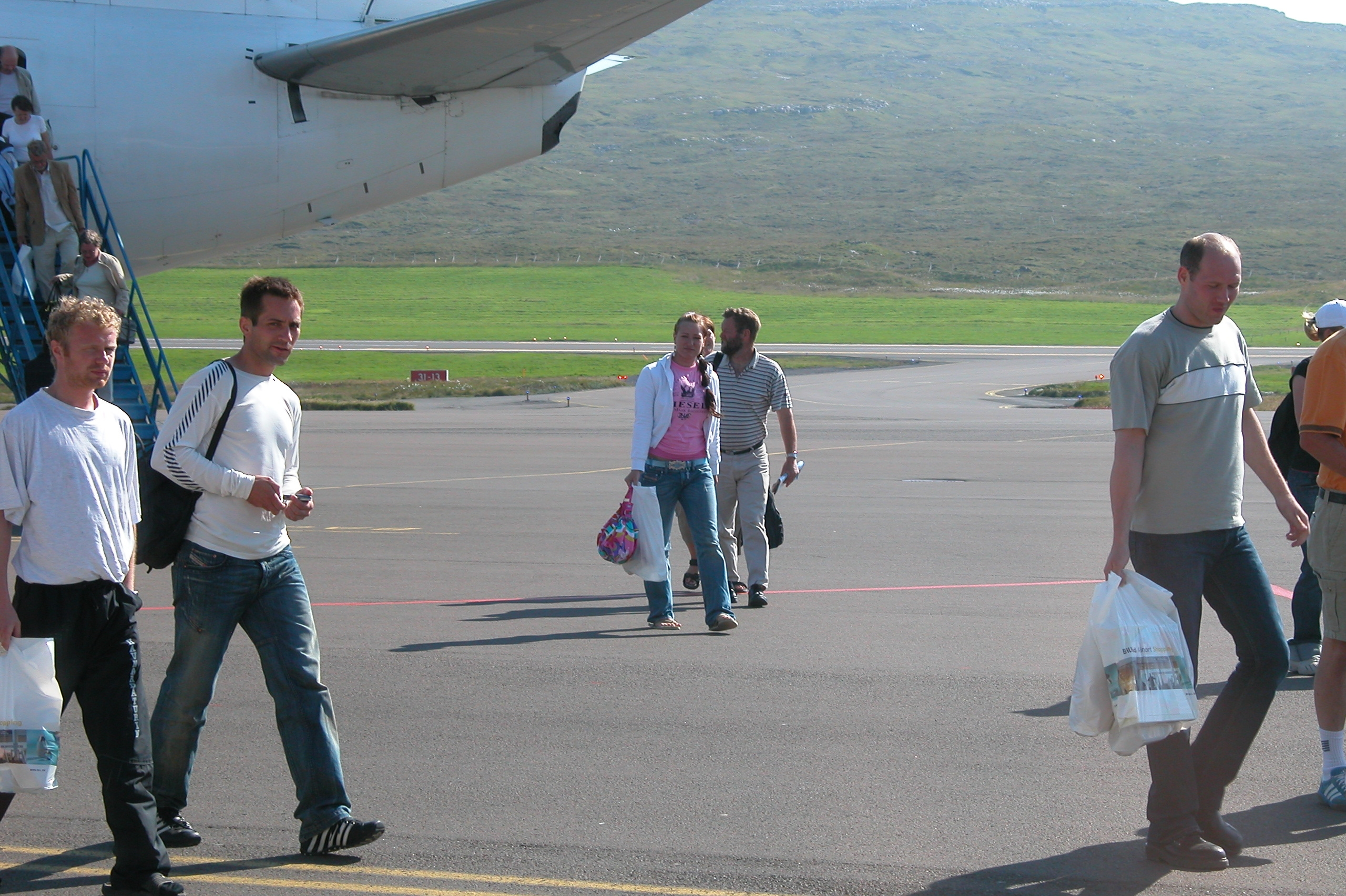
Érkező utasok a Vágari repülőtéren

## Légitársaságok és úticélok
| Légitársaság                | Célállomások |
| --------------------------- | --- |
| Atlantic Airways            | Billund, Copenhagen, Oslo, Reykjavík–Keflavík Szezonális: Aalborg, Barcelona, Edinburgh, Gran Canaria, Palma de Mallorca, Párizs–Charles de Gaulle |
| Atlantic Airways Helicopter | Dímun, Froðba, Hattarvík, Kirkja, Klaksvík, Koltur, Mykines, Skúvoy, Svínoy, Tórshavn                                                              |
| Scandinavian Airlines       | Copenhagen |
| Wideroe                     | Bergen |